# Паренте, Адриана
Адриана Соареш Паренте (порт. Adriana Soares Parente, также известная как Дрика (порт. Drika); 14 апреля 1980, Тагуатинга, Токантинс) — бразильская и экваториально-гвинейская футболистка, защитница. Выступала за сборную Экваториальной Гвинеи.

## Биография
В первой половине карьеры выступала за бразильские клубы «Фламенго Тирадентес», «КФЗ до Рио», «Палмейрас», «Сан-Франсишко до Конде», «Кресспом».
В 2010 году перешла в российский клуб «Энергия» (Воронеж). Дебютный матч в высшей лиге России сыграла 18 апреля 2010 года против клуба «Звезда-2005», отыграв все 90 минут. Свой первый гол в России забила 31 мая 2010 года с пенальти в ворота «Измайлово». Всего в воронежском клубе провела два календарных года, сыграв 29 матчей и забив 3 гола в чемпионате страны, также провела один матч в женской Лиге чемпионов. Серебряный (2010) и бронзовый (2011/12) призёр чемпионата России, финалистка Кубка России (2010).
После ухода из «Энергии» провела один сезон в Бразилии, затем вернулась в Россию, где весной 2013 года играла за «Россиянку», а осенью — за «Зоркий». В составе «Россиянки» стала серебряным призёром чемпионата России 2012/13, а в составе «Зоркого» — бронзовым призёром осеннего сезона 2013 года. С обеими командами принимала участие в матчах еврокубков, в том числе с «Россиянкой» участвовала в матчах четвертьфинала Лиги чемпионов.
Всего за российские клубы сыграла 47 матчей (3 гола) в чемпионате страны и 7 матчей в Лиге чемпионов.
В конце карьеры играла за бразильские клубы «Капитал», «Кресспом» и «Минас ИКЕСП».
На уровне сборных с 2008 года выступала за команду Экваториальной Гвинеи. Стала двукратной чемпионкой Африки (2008, 2012). В 2017 году ФИФА запретила Адриане и ещё девяти натурализованным бразильянкам продолжать выступать за сборную.